# LCRメータ

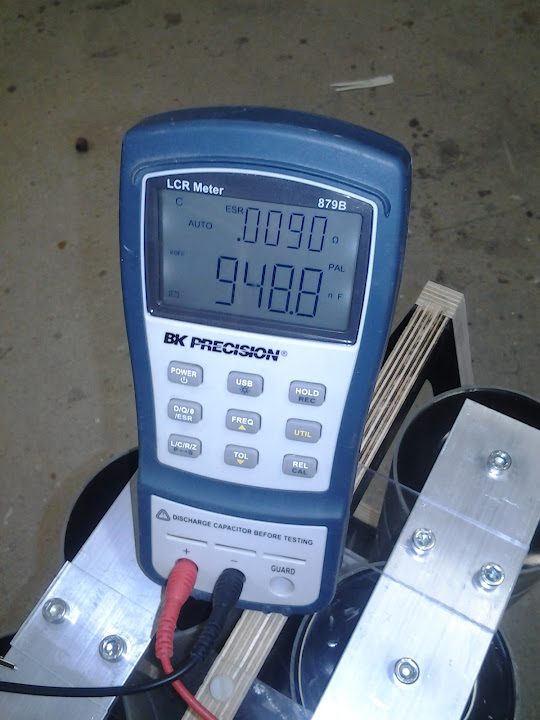
ハンディLCRメータ

LCRメータとは、電子部品、回路のインピーダンスを計測するための計測器。

## 概要
LCRメータはインピーダンスと呼ばれる物理量を測定する計測器で複素平面上のベクトルとして表現されるので、LCRメータでは、電流実効値と電圧実効値の比だけでなく電流波形と電圧波形の位相差を測定する。
かつてはアナログ式が主流だったが、近年ではデジタル式が主流になっており、価格も低価格化して多機能化されつつある。またパーソナルコンピュータに接続してデータを転送したりする機能を備える機種もある。

## 用途
インダクタ、コンデンサ、抵抗器のような受動部品の物理量の測定に使用され、開発、試験、品質管理等に使用される。

## メーカー
- 日置電機
- 光洋電子工業
- 目黒電波測器
- 三和電気計器
- キーサイト・テクノロジー